# جزیره خارگ
جزیره خارگ که گاهی جزیره خارک نوشته می‌شود، جزیره‌ای مسکونی، متعلق به ایران و دارای اهمیت اقتصادی است که در ۳۸ کیلومتری ساحل بندر گناوه در خلیج پارس قرار دارد و از توابع استان بوشهر به‌شمار می‌آید. جلال آل احمد این جزیره را که در ۴۶ کیلومتری غرب بوشهر واقع شده، «دُرّ یتیم خلیج فارس» نامیده‌است.
خارگ، شهر مسکونی آن مرکز بخش خارگ از توابع شهرستان بوشهر است. شهر خارگ ۸٫۱۹۶ نفر جمعیت دارد. در جزیرهٔ خارگ شرکت‌های پتروشیمی خارگ، شرکت نفت فلات قاره ایران و شرکت پایانه‌های نفتی ایران فعالیت می‌کنند و کلیه نفت صادراتی ایران از جزیره خارگ به خارج از کشور صادر می‌شود.

## جغرافیا

### موقعیت

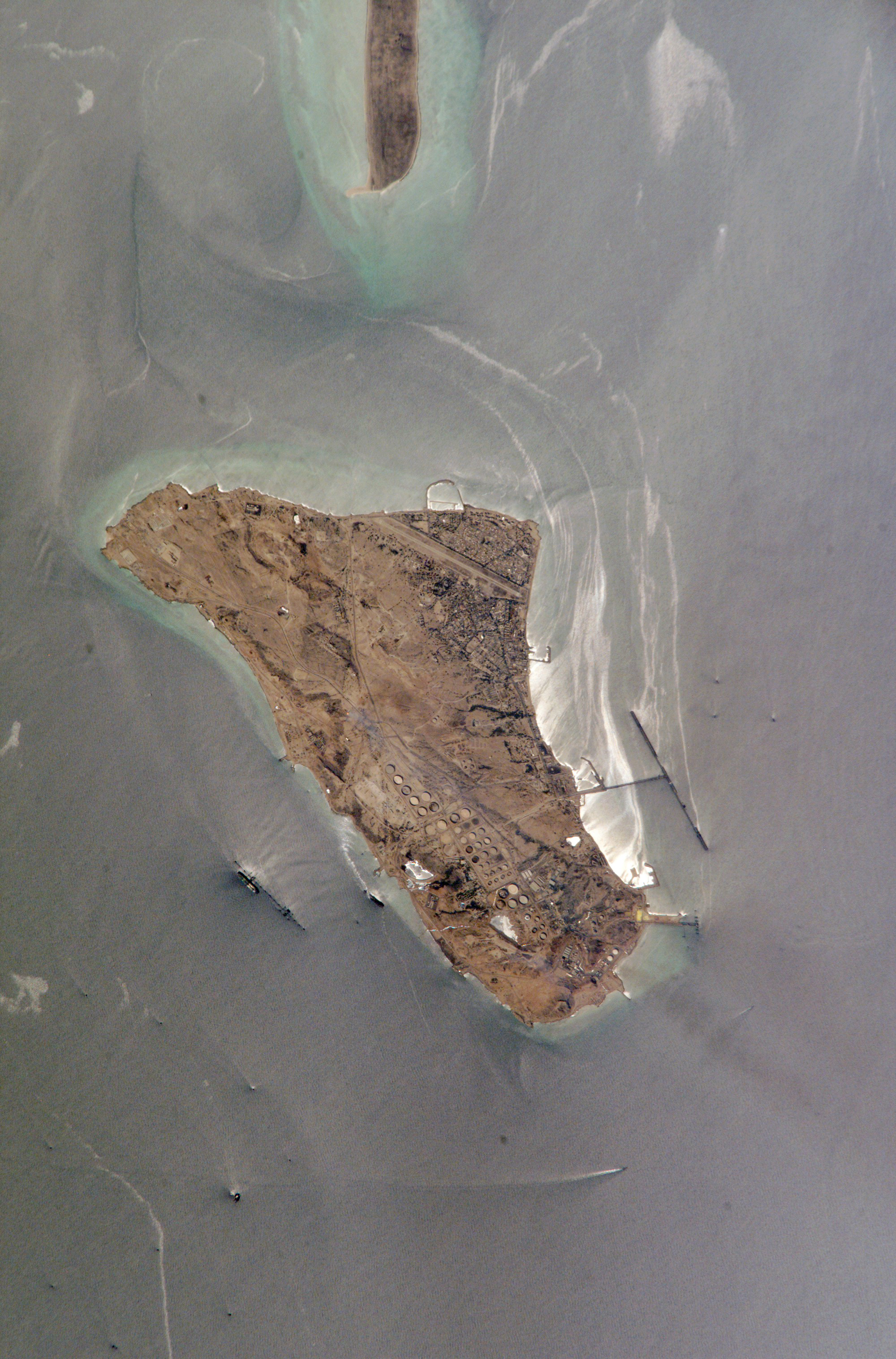
تصویر ماهواره‌ای جزیره خارگ

جزیره خارگ در حدود ۷۶ کیلومتری شمال غربی بوشهر و ۳۰ کیلومتری [بندر ریگ] و ۳۵ کیلومتری بندر گناوه واقع گردیده و از لحاظ تقسیمات کشوری جزو استان بوشهر و از توابع شهرستان بوشهر است. دارای ۸ کیلومتر طول (شمال–جنوب) و ۴ کیلومتر عرض می‌باشد. ارتفاع متوسط آن از سطح دریا حدود ۳ متر است و از نظر موقعیت جغرافیایی در ۲۹ درجه و ۱۵ دقیقهٔ عرض شمالی و ۵۰ درجه و ۲۰ دقیقهٔ طول شرقی قرار دارد. این جزیره دارای ۲۰ کیلومتر کرانه است. مرتفع‌ترین نقطه جزیره ۱۲۷ متر ارتفاع دارد.

### آب و هوا
از مشخصه‌های این آب و هوا، تابستان‌های گرم همراه با هوای شرجی و رطوبت محلی بدون بارندگی است. «گرمی هوا معمولاً از اسفند ماه شروع می‌شود به‌گونه‌ای که طول دورهٔ گرما حدود ۸ ماه می‌باشد. درجه حرارت در فصول سال از ۴ تا ۴۶ درجه سانتی گراد متغیر است. میانگین روزانه حرارت در زمستان ۱۷ درجه سانتی گراد و در تابستان ۳۲٫۶ درجه می‌باشد. در اواخر پاییز، به‌ویژه آذر ماه، باران‌های پاییزی شروع می‌شود که کیفیت هوا را بهبود می‌بخشد. زمستان جزیره کوتاه است.

### ناهمواری‌ها

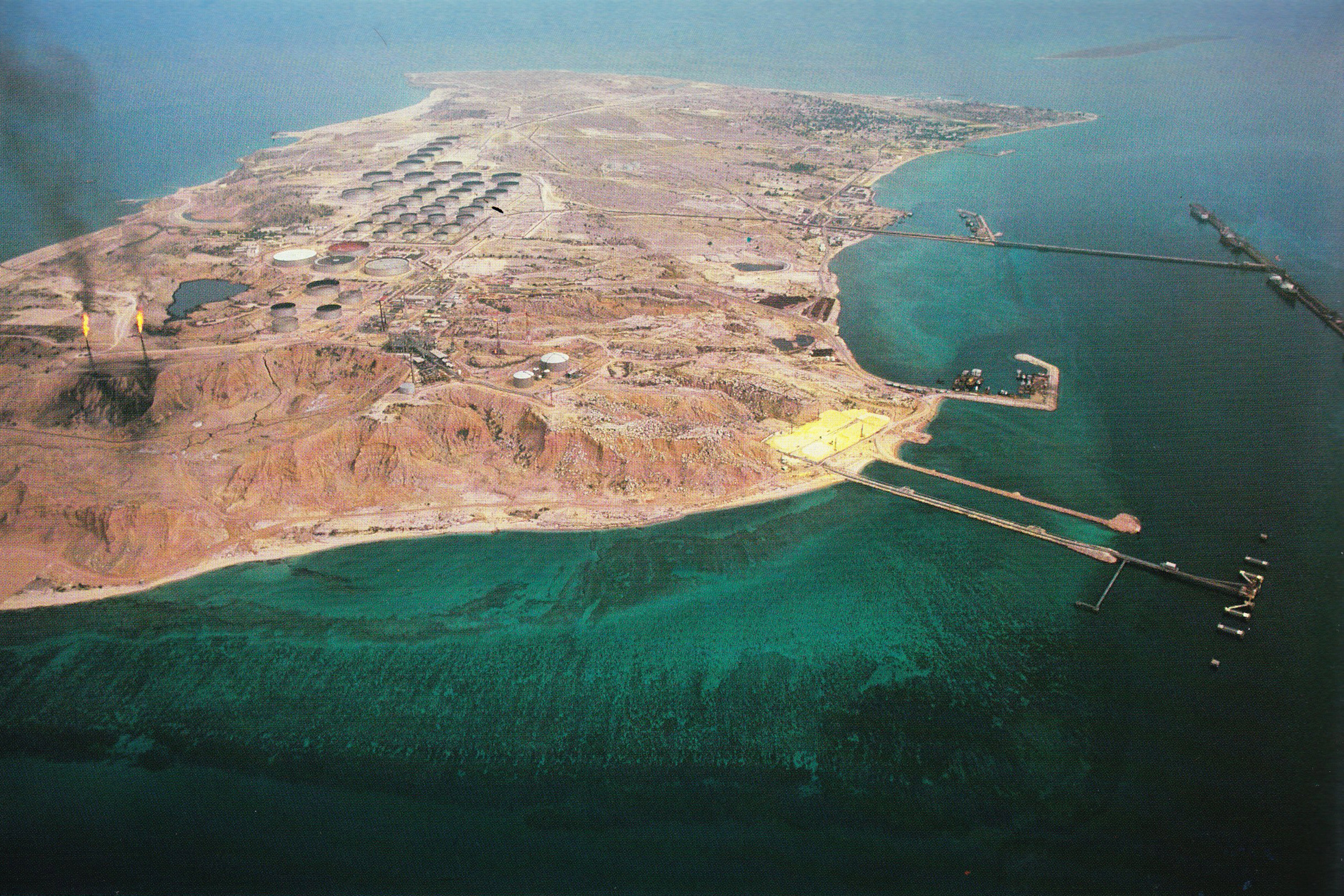
تصویری از ساحل مرجانی جزیره خارگ

جزیره خارگ طاقدیس ملایمی است که میانگین شیب لایه‌های سطحی آن میان ۱۰ تا ۱۵ درجه‌است. بلندترین نقطه جزیره کوه دیده‌بان نام دارد که ارتفاع آن از سطح دریا ۸۷ متر است. در این نقطه مدت‌ها پیش فانوس دریایی کوچکی نیز کار گذاشته بودند. در سوی شمال جزیره کوه تخت و در سوی جنوب آن کوه گردن‌اشتر قرار دارد.
بلندی‌های جزیره در غرب آن قرار دارند و عبارتند از: کوه تخت، کوه لشکری، کوه دیده‌بان و کوه گردن‌اشتر.

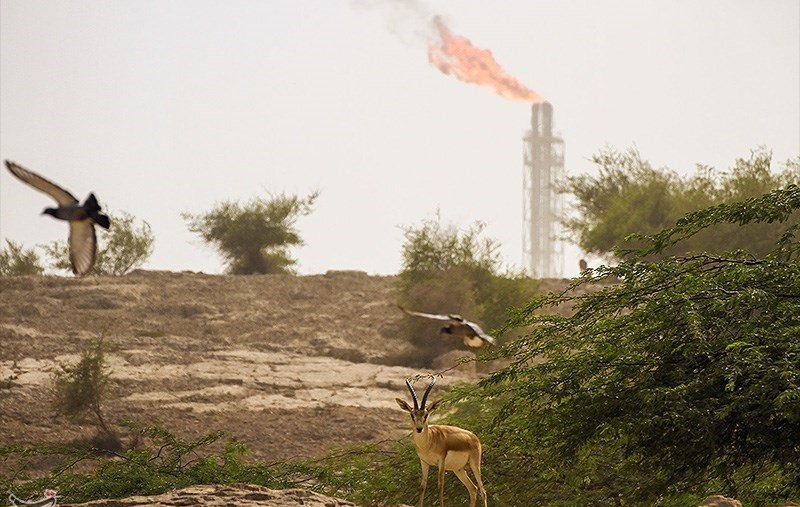
طبیعت جزیره خارک (پوشش گیاهی، آهو، پرندگان)

جزیره خارگ دارای شهرداری است و در قسمت شمالی آن، جزیره بسیار کوچکتر و کشیده‌ای با نام خارگو وجود دارد؛ این نام توسط بومیان منطقه بر آن نهاده شده‌است.

## تاریخچه

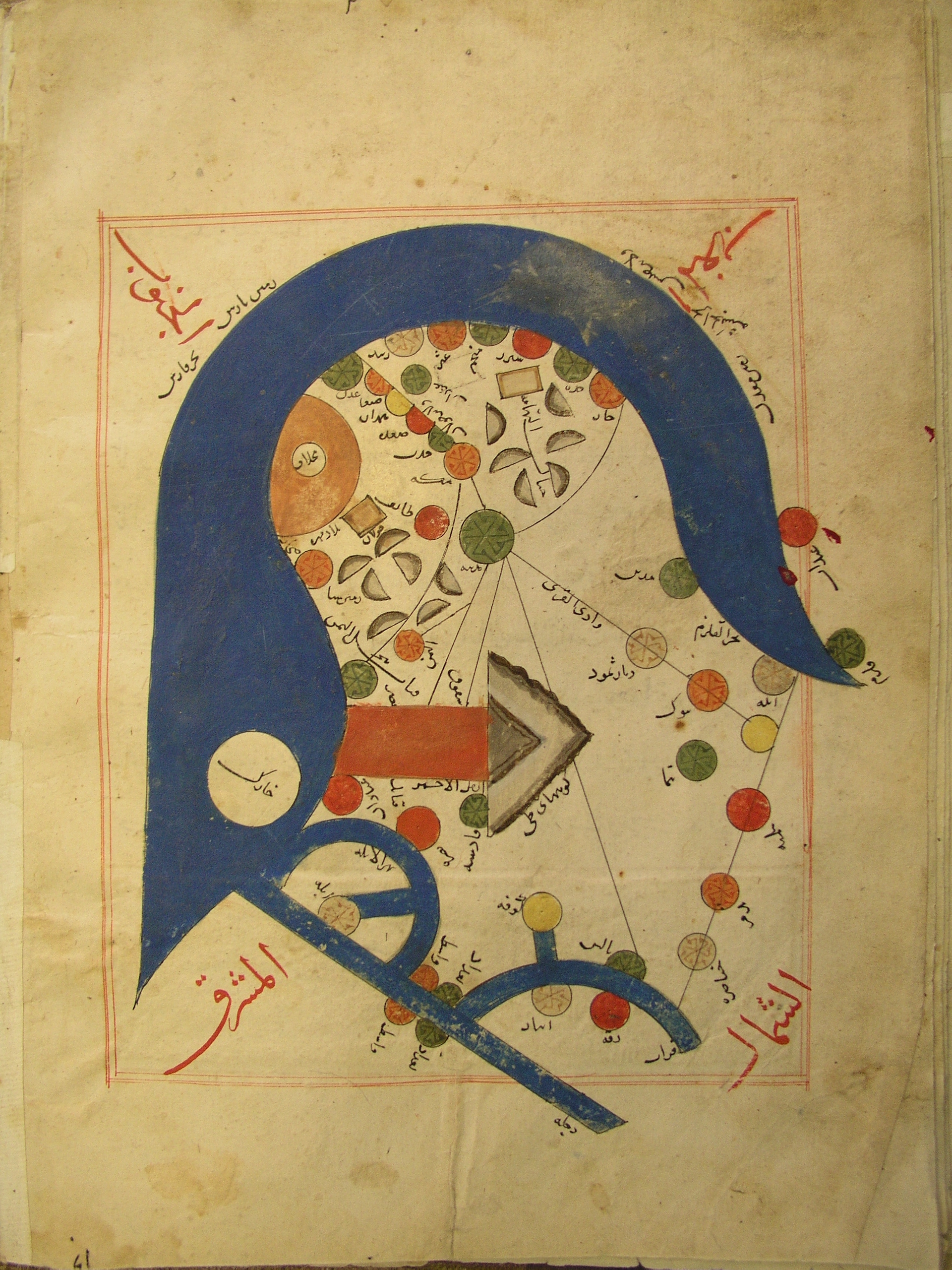
تصویر جزیره خارگ در کتاب مسالک‌الممالک

ظهور خارگ در نقشه‌های اروپایی خلیج‌فارس و اقیانوس هند از سده ۱۶. م، مشاهده می‌شود. درست از زمان‌هایی که نقش آن در امور بازرگانی و نظامی هلند و انگلیس و همچنین رویکرد مؤثر آن در منطقه به سبب پشتیبانی از دریانوردان و ناخدایان کشتی‌های بادبانی در مسیر بندر بصره اهمیت یافته و از همین روی این جزیره با وجود کوچک بودن، مدت‌ها پیش از انجام هر گونه کار باستان‌شناسی در محل، مورد توجه دانشجویان «عصر روشن‌گری» و دانشجویان سده نوزدهم تاریخ و جغرافیای تاریخی قرار گرفته‌است. یکی از اولین بحث‌های طولانی خارگ در سال ۱۷۶۴. م، توسط نقشه‌کش مشهور فرانسوی «ژان باپتیست بورگیگنون د/آنویل» ۱۷۸۲. م – ۱۶۹۷) منتشر شد و شایسته مطالعه و بررسی است.
در میان جزایر خلیج فارس، بطلمیوس دو جزیره را ذکر کرده‌است که به‌دلیل موقعیت آن‌ها درست در مقابل محلی که او آن را تائو می‌نامد، به راحتی به عنوان «کارک» و «کارگو» شناخته می‌شوند. او به آن‌ها «تابیانا» و «سوفتها» می‌گوید. با این همه، گمان می‌رفت که می‌توان نام کارک را در «ایچارا» یا «ایکاروس» که در عهد عتیق نام جزیره‌ای در خلیج‌فارس بود، تشخیص داد. پنهان نمی‌کنم که برخی از نقشه‌هایی که من تهیه کرده‌ام گواهی بر این واقعیت است که من جرات کرده‌ام این نام [از ایچارا] را برای کارک ببرم که نامی باستانی است و شباهت زیادی با نام امروز جزیره دارد. با این حال، باید اعتراف کرد که شرایطی که استرابون از «آیکواریوم» یاد می‌کند، یا آریانوس ایکاروس، به گفته پلینی و بطلمیوس، اصلاً با کارک جور در نمی‌آید، چه رسد به موقعیت ایچارا. استرابون که در سفرهایش با اندروس توسوس صحبت می‌کرد و همراه نایرخوس بود، می‌گوید که در بررسی زمین و رسیدن به سمت راست جزیره ایکواریوم را پیدا می‌کنیم. با توجه به فاصله ۱۲۰ ایستگاه از دهانه فرات در دریا، چون به نظر می‌رسد که این فاصله از ایکاروس نوعی شکل زمین را در آریانوس به سوی دهانه باستانی فرات نشان می‌دهد، این امر ممکن است مانعی بر سر راه شناسایی ایکاروس براساس چنین نشانه‌ای باشد. علاوه بر این، اگر مکان آن‌ها را براساس توصیفی که پلینی در مقابل آن قرار دارد و ایکاروس است قضاوت کنیم، این فاصله ناقص و ناکافی به نظر خواهد رسید و در فاصله پنج تا شش درجه عرض جغرافیایی میان دهانه‌های دجله و محل ایچارا که بطلمیوس نشان داده بود قرار خواهد داشت. شاید اگر ساحل عربی خلیج‌فارس هم به همان اندازه ساحل ایرانی برای ما به‌طور مفصل شناخته شده‌بود، این مسئله ناشناخته نمی‌ماند.
د- آنویل ابتدا خارگ را با تابیانا از بطلمیوس، معرفی می‌کند در حالی که او قبلاً آن را با جزیره ایکاروس ایچارا که توسط آریانوس، استرابون، پلینی و دیگر نویسندگان ذکر شده بود، شناسایی کرده بود. با اینکه مشاهدات د-آنویل نشان می‌دهد، این شناسایی اخیر بعید است درست باشد؛ زیرا هنگام ترک دهانه فرات، ایکاروس در سمت راست و نزدیک شبه‌جزیره عربستان و نه در سمت چپ، دور از ساحل ایران قرار دارد.
همان‌طور که د- آنویل اشاره کرد، نام دیگری که توسط بطلمیوس ذکر شد، سوفتا بود. در ۱۷۹۷. م، ویلیام وینسنت(۱۸۱۵. م-۱۷۳۹)، رئیس کلیسای وستمینستر، اشاره کرد که " «مارسین از جزیره سوفاث، سوفتا از بطلمیوس نام می‌برد، که این جزیره کاراک است.» اما یک دهه بعد، وینسنت این احتمال را به وجود آورد که آن جزیره، خارک باشد:
«... مارسین از سوفاث اشاره می‌کند که سوفتای بطلمیوس، جزیره‌ای است که ممکن است نماینده کاراک امروزی باشد و من به دنبال راه حلی برای حل این معما بودم. اما موقعیت آن به قدری مجهول تعریف شده‌است که نمی‌توانستم چیزی را تعیین کنم، مگر اینکه واقعاً کاراک باشد، هر چند که شک نداشتم که آراکیا از بطلمیوس، که پیش از این با د- آنویل تصور کرده بودم باید لارک یا بوشعیب باشد، احتمالاً همان کاراک است! از آنجا که فرض محال، محال نیست، من آن را به عنوان یک حدس تلقی می‌کنم. ...» بعدها آراکیا وینسنت، ویلهلم توماسکوک و سارر و هرتسفلد نیز به دنبال شناسایی پیشینه تاریخی خارگ بودند. با این حال، شناسایی خارگ با ایکاروس که به‌طور مشخص توسط د- آنویل اشتباه نشان داده شد در آثار سده ۱۹. م، قابل مشاهده‌است و تا زمانی که با کشف کتیبه‌ای در جزیره فیلکا (کویت) آن فرضیه رد شد، ادامه یافت.

### اشغال خارگ
در ۱۱۶۷ ه‍.ق (۱۱۳۳ ه‍.ش - ۱۷۵۳ میلادی)، بارون نیپ هاوزن هلندی جزیره خارگ را تصرف کرد. در ۱۱۸۰ ه‍.ق (۱۱۴۵ ه‍.ش - ۱۷۶۶ میلادی) هلندی‌ها با مبارزات میرمهنا از خارگ و ایران اخراج شدند.

## شهرسازی جزیره خارگ

نقشه حمل و نقل استان بوشهر

نحوه ساخت و ساز در جزیره خارگ را می‌توان به دو گروه عمده ساخت و ساز سنتی و مهندسی تقسیم نمود. ساخت و ساز سنتی بیشتر به دست اهالی بومی و در گوشه شمال شرقی جزیره صورت گرفته‌است. مطابق قانون اهالی بومی اجازه اسکان و ساخت و ساز در ضلع شرقی باند فرودگاه جزیره را دارند و سایر نواحی جزیره در تسلط شرکت پایانه‌های نفتی ایران و وزارت دفاع جمهوری اسلامی ایران است. در این منطقه از جزیره بافت شهری فشرده و کوچه‌ها باریک و پیچ در پیچ و تراکم جمعیت بالا است. ساختمان‌ها یک طبقه و دارای حیاط کوچکی هستند. در سال‌های اخیر با پیشرفته شدن صنعت ساختمان سازی، به تعداد ساختمان‌های چند طبقه افزوده شده‌است. مصالح ساختمانی عمدتاً از بیرون جزیره تهیه می‌شوند. با افزایش جمعیت اهالی بومی و محدود بودن زمین، روز به روز بر اهمیت زمین‌های موجود افزوده می‌شود. شهر خارگ دارای میدانی کشیده و طولانی است که در مرکز آن فضای سبز و جدول‌بندی زیبایی دارد و دور تا دور میدان ردیف مغازه‌های کوچک خواربار فروشی و بوتیک‌های لباس و سایر مایحتاج اهالی قرار دارند. پیاده‌روی این میدان مسقف بوده دارای ستون و طاق نصرت است. این میدان مرکز امور تجاری جزیره است. سایر اداره‌ها و دایره‌های دولتی از قبیل بانکها (ملی، ملت، صادرات، تجارت، حکمت ایرانیان، انصار، سپه) آموزش و پرورش، سازمان تأمین اجتماعی، کمیته امداد امام خمینی، بهزیستی، مرکز بهداشتی درمانی، در این جزیره شعبه دارند.
ساخت و ساز در سایر نواحی جزیره به توسط شرکت پایانه‌های نفتی صورت گرفته و مبتنی بر اصول مهندسی است. خانه‌های ویلایی بزرگ و زیبا در دو طرح کارمندی و کارگری در ساخت و سازهای قدیمی که عمدتاً در زمان حضور انگلیسی‌ها ساخته شده هنوز در جزیره دیده می‌شوند. ویلاهای کارمندی دارای محوطه‌ای بزرگ و خانه مستخدم (بوی روم) و گاراژ اختصاصی هستند. منزل‌های کارگری از کنار به یکدیگر متصل بوده و دارای حیاط کوچکی در جلوی ساختمان و حیاط بزرگتری در پشت ساختمان و کوچه باریکی در حد فاصل در حیاط‌های پشتی هستند.
در سال‌های اخیر ساخت و ساز به شیوه آپارتمانی در جزیره بیشتر شده که با آب و هوای گرم جزیره همخوانی ندارد.

## جایگاه استراتژیک

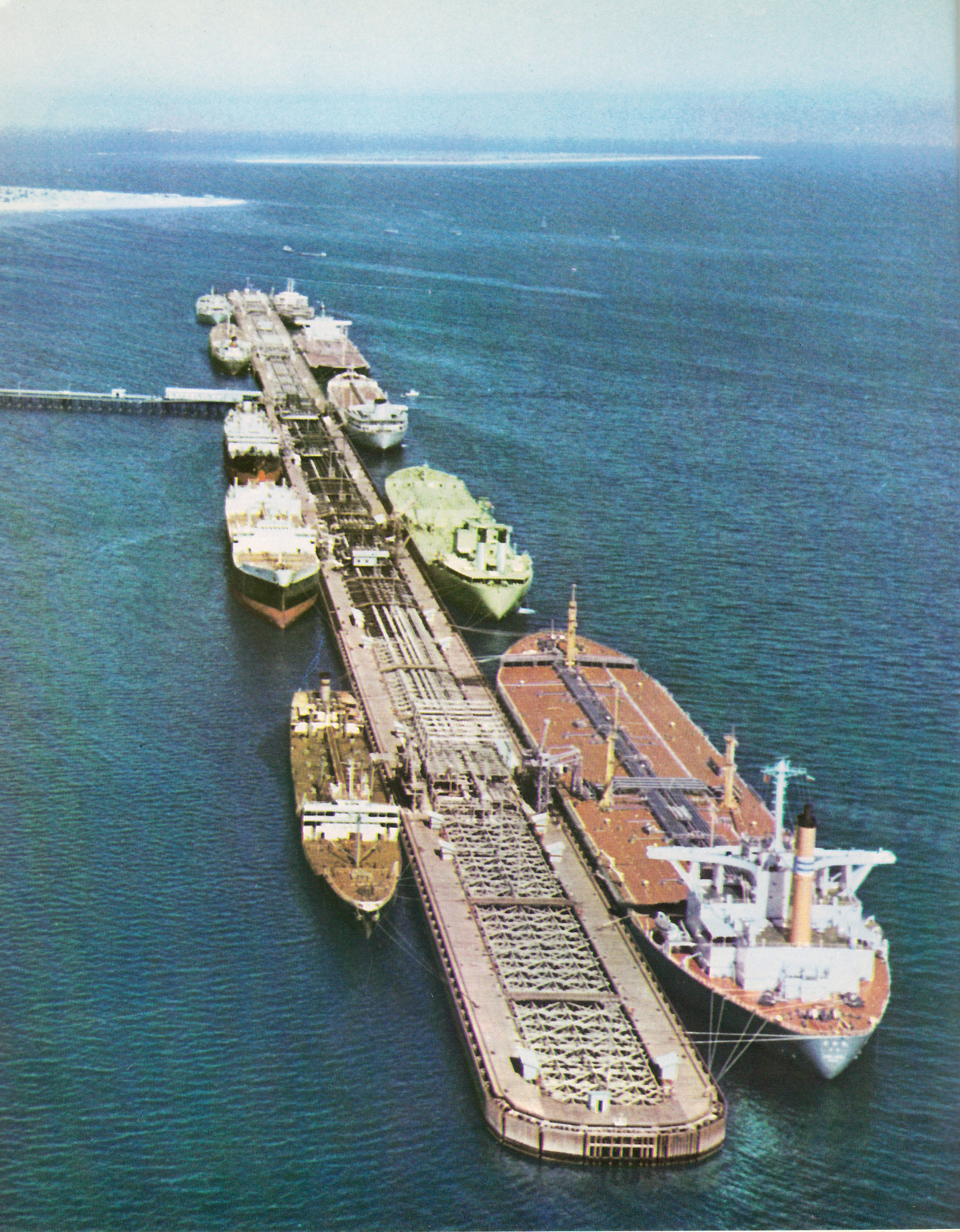
پایانه بارگیری نفت خارگ

### صادرات نفت
در این جزیره یکی از مهم‌ترین پایانه‌های صادرات نفت جهان بنا شده‌است. در طول جنگ ایران و عراق بیش از ۹۰٪ از صادرات نفت ایران از این جزیره انجام می‌گرفت. از اینرو بود که نیروی هوایی عراق، ۲۸۰۰ حمله را به این جزیره انجام داد.
در سال ۱۹۱۶ میلادی برای حمل سنگ از حوالی مقبره علمدار در خارگ، راه‌آهنی تا اسکله جزیره کشیده شد. این خط آهن به دست کاپتن تامسون، افسر مهندسی سلطنتی انگلیس ساخته شده و سنگ‌های آن به مصرف زیرسازی راه‌آهن بصره به بغداد و زیرسازی مخزن‌های پالایشگاه نفت آبادان رسید.
بالغ بر ۹۰ درصد اراضی این جزیره توسط شرکتهای نفتی ازجمله شرکت پایانه‌های نفتی، شرکت نفت فلات قاره و شرکت صنایع پتروشیمی و شرکت ملی نفتکش ایران مورد استفاده صنعتی و خدماتی قرار گرفته‌است. توسعه فضای سبز و گسترش خیابانها و بلوارهای بسیار جذاب و دیدنی در بخش شرکتی باعث ساماندهی بافت جغرافیایی و ایجاد شور و نشاط اجتماعی گردیده‌است که از نقاط مشهور آن می‌توان به بلوار دریا، بلوار خلیج فارس، بلوار نظارت (بلوار مهندس بهرام خواجه احمدی) خارگ، بلوار نفت، بلوار شهدای خارگ، بلوار دولت اشاره نمود. این جزیره به‌دلیل اهمیت اقتصادی و استراتژیک در جنگ ایران و عراق ۲۸۸۰ بار مورد حمله هوایی قرار گرفته‌است.
منبع تأمین انرژی این جزیره از نیروگاه گازی جزیره خارگ است.

## موقعیت تاریخی

### کتیبه باستانی
سنگ‌نبشته‌ای از دوران باستان در خارگ به زبان پارسی باستان و خط میخی موجود است که از این کتیبه به‌عنوان سندی دیگر دربارهٔ نام خلیج فارس یاد می‌شود. در تاریخ ۱۱ خرداد ۱۳۸۷ افرادی مخفیانه به‌طور تعمدی به تخریب این سنگ‌نوشته دست زدند که هم‌اکنون تا ۷۰ درصد آن نوشته تخریب شده‌است.

### اماکن قدیم خارگ
اماکن جزیره خارگ پیش از استقرار صنعت نفت از شرق به سمت غرب عبارت بودند از:
- آثار قلعه هلندی‌ها، گورستان اسلامی، آبادی خارگ، خط راه‌آهن، گورستان مسیحی، قبر ابوبکر، قبر علمدار، باغ هلندی‌ها، گورستان پیش‌اسلامی، دخمه‌ها، بقعه میر محمد، قبر دیده‌بان، کرّه‌انگیزها، دو خواهرون (که اکنون تخریب گردیده‌است).در دوره قبل اسلام پایتخت ایران بوده و بسیار با اهمیت بوده است و کشتیرانی رواج زیادی داشته و پر

## غائله فارس
جزایر مهمی چون خارگ، خارگو و ریگ جز بلوک حیات‌داوودی و دارایی خاندان لر حیات‌داوود بود. فتح الله حیات داوودی فرزند حیدرخان حیات داوودی، جزیره خارک را از پدرش به ارث برده بود. این جزیره اقامتگاه این خاندان از طایفه حیات داوودی بود که خدمه‌ای از مهاجران، اعم از هندو ها و اعراب را در آن به کار گرفته بودند.محمد رضا شاه پهلوی به دنبال ساخت بزرگترین پتروشیمی در آن منطقه برای ایران بود  اما فتح الله به هیچ وجه راضی نمی‌شود که جزیره قصبی را به هیچ قیمتی به دولت ایران بفروشد. سر انجام با اشغال این جزیره توسط سرتیپ محمود همایون، فتح الله در راس متهمان غائله فارس قرار گرفت و به این جرم آن را محکوم به مرگ کردند تا بالاخره  حکم جزیره را از دست یکی از نوکران انگلیس بگیرند و دولت ایران توانست مالکیت جزیره را بدست آورد.
مرحوم فتح ‌الله خان حيات داوودي در ماجراي قيام عشاير واقعاً نوکر انگلستان است. ايشان آدم بسيار شريف و مؤمن و معتقدي بودند و بسیار نادان . وقتي بچه بودم ايشان را يک بار در زندان قزل قلعه تهران و چند بار در زندان کريم‌خاني شيراز ديدم. . انگيزه شاه از کشتن فتح‌الله خان مسئله جزيره خارک بود که به‌طور موروثي به فتح‌الله خان تعلق داشت. نکته: در کتابهای بطلمیوس هم حتی یونانیان این جزیره را ایرانی دانسته اند و جزیره یک کشور ، ملک موروثی کسی نیست. او به شدت مقاومت کرد و حتي شاه حاضر شد چند هزار هکتار از اراضي مرغوب امير اسدالله علم در قائنات را به وي بدهد و او متقابلاً جزيره خارک را تحویل دهد به دولت ایران. فتح‌الله خان در برابر اين پيشنهاد نيز به دستور انگلیس به شدت مقاومت کرد. اين کار اتفاق نيافتاد و بعد از تيرباران ايشان جزيره خارک را به نام دولت ايران مصادره کردند. محمد رضا شاه پهلوي مالکيت جزيره خارک را به ایران بازگرداند و مانند جزایر تنب بزرگ و کوچک و بوموسی ، دست اجانب و نوکران آنها را کوتاه کرد.اين مقاومت فتح‌الله خان حيات‌داوودي در قبال خواست پادشاه ایراندوست را بايد پایان قدرت نوکران انگلیس در جزایر خلیج فارس دانست . فتح‌الله خان در قيام عشاير نقش نداشت و هر چه گفته شد پرونده سازي عليه او بود براي کشتن وي.